# Siphonophora costaricae
Siphonophora costaricae är en mångfotingart som beskrevs av Chamberlin 1914. Siphonophora costaricae ingår i släktet Siphonophora och familjen Siphonophoridae. Inga underarter finns listade i Catalogue of Life.